# Hardata
Hardata es una compañía argentina de capital privado, que se dedica a investigar y desarrollar software para radio, televisión y multimedia.
Desde sus oficinas centrales en la ciudad de Buenos Aires, Argentina coordina sus filiales en Estados Unidos, México, España, Chile y a 30 distribuidores en el mundo.
Opera en América, Europa y Asia. Posee 3000 clientes entre los que se destacan: Cadena COPE de España, Grupo Clarín (Radio Mitre; FM100; Artear, Canal13), Ideas del Sur, Canal 9, Infobae(Radio Diez, Mega 98.3, Radio Emisoras Paraguay 106.1, RQP Paraguay 94.3) y Grupo CIE de Argentina, Cadena Radioactiva de Chile, Grupo Crystal 7 y el Grupo ACIR de México, entre otras.
Hardata está asociada a la CAPER (Cámara Argentina de Proveedores y Fabricantes de Equipos de Radiodifusión y a la CESSI (Cámara de Empresas de Software y Servicios Informáticos). En los Estados Unidos es miembro de la NAB (National Association of Broadcaters) en calidad de Socio Activo Internacional.
La Compañía habitualmente se presenta con stands propios en ferias y exposiciones internacionales y promueve alianzas estratégicas con marcas del sector como Thomson Grass Valley, Microsoft, Antex, AudioSciencie, Canopus, Leitch, Matrox, Mayah, 360 System, Orban, y otras importantes compañías internacionales.
En 2007 Hardata ha certificado todos sus procesos y obtuvo la acreditación de la norma ISO 9001:2008.

## Historia
Hardata fue fundada en 1997 por el Ing. Gustavo Pesci y Gustavo Fayard, con el objeto de proveer soluciones de software a emisoras de radio.
Su primer producto fue Dinesat, software de automatización.
En 2002, Hardata desarrolló una plataforma para administrar contenido de audio, video y texto: Hdx Server 1. Esta plataforma tuvo una estructura 3-tier, con base de datos SQL, y un servidor que proveía servicios (Server Methods) a aplicaciones delgadas. Como parte de la plataforma, desarrollaron sincronizadores (Hdx Server Sync) que transferían automáticamente información entre servidores Hdx Server, habilitando la solución para la distribución de contenido.
En 2003 y 2004, la empresa desarrolló soluciones montadas encima de Hdx Server para Radio (Hdx Radio 1) y Asistencia de Audio en Vivo (Hardata Hdx IPlay 1).
Durante 2005, Hardata concentró sus esfuerzos en la interfase de usuario y en controlar los dispositivos que los canales de TV tenían en ese momento: servidores de video Harris, Nexio, GrassValley, Omneon y 360Systems. Para evitar cambiar la aplicación con cada adaptación a un nuevo modelo de servidor, y para mantener una interfase de usuario única que los identificara, crearon Hdx Video 1 con una arquitectura de drivers modulares.
En el 2012, Hdx Video está instalado en numerosos canales de televisión latinoamericanos, incluyendo las señales de América TV y de Canal 9 en Buenos Aires.
Hacia fines de 2008, comienza una etapa de investigación para desarrollar una versión de Hdx Video que en lugar de controlar un servidor de video de terceros, controlara una placa de video instalada en la misma PC. Debido a la modularidad implementada en Hdx Video, solamente tuvieron que elegir una placa de video y escribir un driver para ella. Después de varias pruebas con distintas placas de video, optaron por Blackmagic.
A partir de allí, y todavía sin tener en mente ningún producto definido, se abocaron a perfeccionar el driver de reproducción de video, agregando las siguientes prestaciones:
• Reproducción de archivos en PAL/NTSC. • Reproducción de archivos en HD y Full HD. • Up-convert y Down-convert de archivos de video ``on the fly`` para poder mezclar en una misma línea de tiempo archivos SD y HD sin inconvenientes. • La posibilidad de switchear a una entrada de video para insertar una señal “en vivo”. • El desarrollo de un generador de caracteres con posibilidad de insertar gráficos, textos y animaciones flash.
Hacia fines del 2009, este proyecto desembocó en un producto de software destinado a automatizar pequeñas emisoras de TV: Hdx Movie.
El producto integraba un servidor embebido Hdx Server 1, SQL Server y FTP Server. Se comenzó a comercializar a 5000 dólares, teniendo el cliente que adquirir la computadora donde instalarlo y la placa de video.
Hacia mediados de 2010, con Hdx Movie funcionando correctamente; con una nueva versión del administrador de contenido Hdx Server 3, que incorporaba entre otras cosas, un API ser servicios Web, más velocidad, capacidad de atender a más usuarios simultáneos y de administrar distintas versiones de un mismo contenido, Hardata contaba con una excelente base tecnológica y experiencia en el mercado, es entonces cuando la compañía decide integrar un servidor de video propio.
La crisis internacional, la convergencia IT, y el concepto “Good Enough” fue el contexto que los animó a construir un prototipo y presentarlo en octubre del 2010 en Caper, la exposición argentina de proveedores para Radio y TV.
Para determinar las prestaciones con las que el producto debería contar, implementaron una investigación de mercado, mediante entrevistas personalizadas a ingenieros de TV con capacidad de tomar decisiones. El resultado arrojó los detalles necesarios para ajustar el producto y el rango de precios para comercializarlo.

## Tecnología
Hardata HDX Server 4
Hardata Video Engine
Hardata ShotPlay
Hardata SNC y SNCoIP
Hardata SMART FLOW

## Productos
Hardata TV
Hardata SMART
Hardata SMART FLOW
Hardata Dinesat Radio 7
Hardata Dinesat Radio 8
Hardata Dinesat Radio 9
Hardata Dinesat Radio 10
Hardata Dinesat Radio 11
Hardata Dinesat 12
Hardata Dinesat Visual
Hardata Dinesat Movie
Hardata HDX Radio 4
Hardata IPLAY Audio Management